# Саникулы, Зейнолла

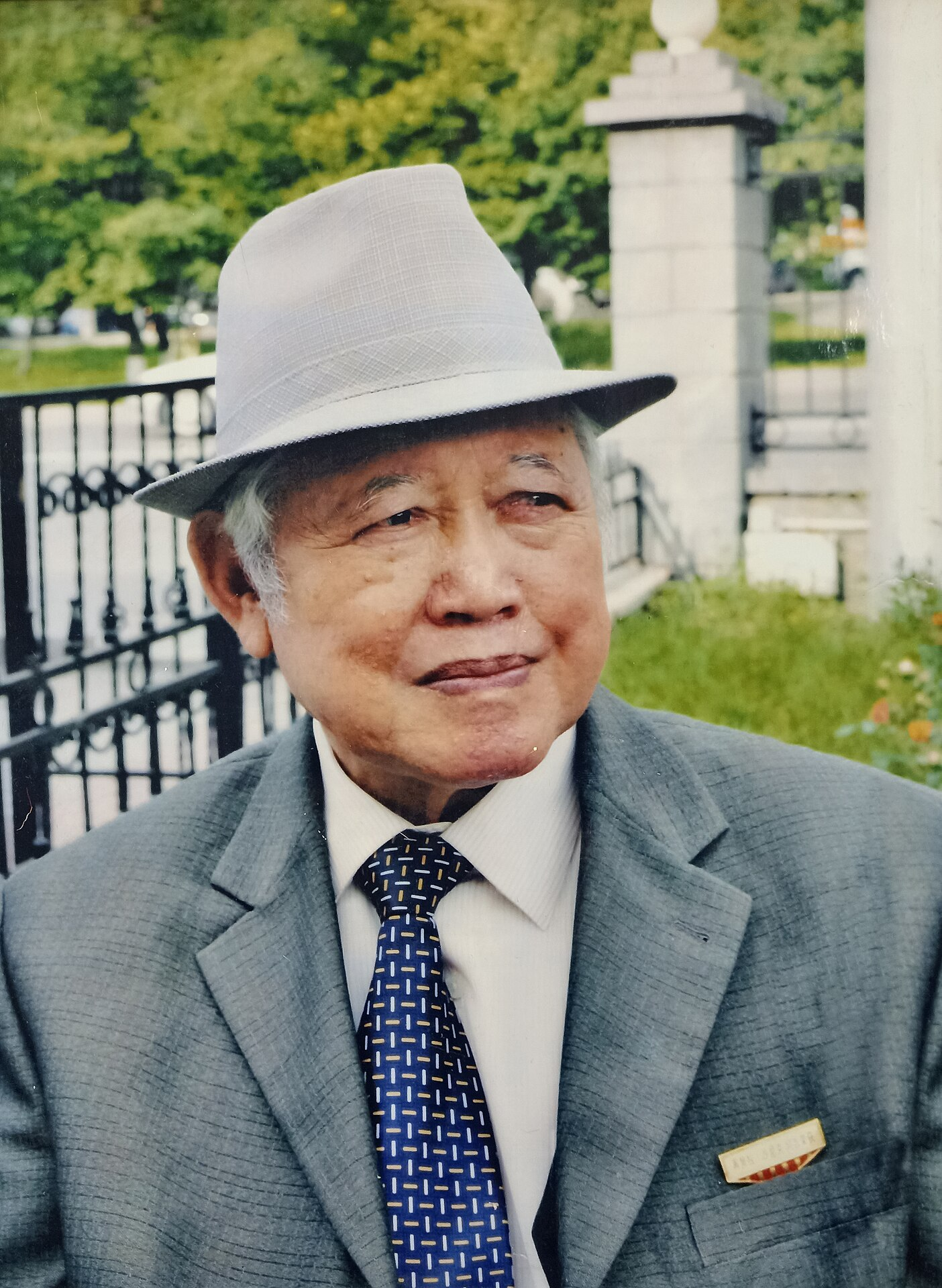
Саникулы Зейнолла

Зейнолла Мубаракулы Саник (15 апреля 1935 — 26 сентября 2013) — советский и казахский писатель, фольклорист, издатель, этнограф, переводчик.

## Биография
Родился 15 апреля 1935 года в Чагантогайском районе Тарбагатайского края КНР.
С 1945 по 1953 гг. учился в средней школе. 1953—1958 гг. учился в Пекине в школе Центрального комитета Коммунистического союза молодежи.
1957—1970 гг. работал редактором в «Молодежном издательстве» в городе Урумчи. 1970—1978 гг. был объявлен «врагом народа» и отправлен на «площадку исправления трудом» в Жынский район Бураталинской области. Реабилитирован в 1978 году.
С 1978 года был редактором «Народного издательства», в 1980 году работал редактором в отделе детской казахской литературы «Синьцзянского народного издательства», в 1982 году получил звание соавтора — старшего редактора, а 1986 году старшего профессионально-технического редактора. 1992—1999 гг. работал старшим редактором в издательстве «Шыңжаң жастар өрендер» («Молодежь Синьцзяна») в качестве ведущего специалиста — старшего редактора.
В 2000 году писатель, вернувшийся на историческую родину, поселился в городе Алматы, где занимался непрерывной творческой, исследовательской работой.
Скончался 26 сентября 2013 года и был похоронен на Кенсайском кладбище в городе Алматы.

## Произведения
Первый сборник о Кабанбае, составленный Зейноллой Саником и Бейсенгали Садыкановичем, был опубликован в 1986 году тиражом 6,501 экземпляров под названием «Кабанбай батыр». Эта книга была издана в 1991 году большим тиражом под названием «Каракерей Кабанбай» из издательства «Жазушы» («Писатель») в г. Алматы. Впервые на основе этого труда 300-летие Кабанбая батыра отметили в Уйгентасе в г. Талдыкорган. Труд о Дарабоз батыре, прославившем народность, героизм, всколыхнул дух страны, жаждущей независимости, и потряс ее сознание. Писатель из седьмого поколения Кабанбая Зейнолла Саник позже дополнил свое творчество и поиски работой «Хан батыр Кабанбай».
Перу писателя принадлежат такие произведения, как «Тау жұлдызы» («Горная звезда»), «Қазақтың тұрмыс-салт білімдері» («Знания о казахских обычаях и традициях»), «Каракерей Кабанбай», «Хан батыр Кабанбай», «Кайракбай», «Басбай», «Сергелден», «Із» (След), «Тугырыл хан — Демежан батыр», «Қазақ этнографиясы» (Казахская этнография), «Сулеймен би», и др.
В 2017 году вышел в свет 15-томный сборник в издательстве «Ан Арыс».

## Достижения
В 1983 году был удостоен звания «Лучший детский работник СУАР (Синьцзян-Уйгурский автономный район)», в 1990 году — звания «Лучший научный сотрудник СУАР». Обладатель многих премий государственного, автономного, районного, областного уровней. Произведение, переведенное на китайский язык в 1982 году, было оценено по стране как «избранное произведение» в 1995 году, «произведение, удостоенное второй степени» в 2002 году и «международное избранное произведение» в 2003 году. В январе 2010 года данный труд был награжден золотой медалью, присужденной комиссией «Китайского издательства международных отношений», «Центром исследований мировой науки китайского общества мировых отношений» и удостоен награды «Крупнейшее мировое научное достижение».
Член китайского государственного общества писателей, китайского общества фольклористов, Китайского научного общества писателей меньшинств, Союза писателей Казахстана

## О творчестве писателя
Изданы научно-исследовательские, памятные эссе «Мәңгілік жол» («Вечный путь»), «Зейнолла Сәніктің шығармашылық мұралары» («Творческое наследие Зейноллы Саник»), «Халық мұрасының жанашыры» («Человек, сочувствующий народному наследию»), «Зейнолла әлемі» («Мир Зейноллы»), «Зейнолла Сәнік шығармаларындағы көркемдік ізденістер» («Художественные изыскания в произведениях Зейноллы»).
Вышел документальный фильм о Зейнолле Саник в программе «Жарқын бейне» («Светлая личность») от национального канала «Казахстан». Кроме того, вышел документальный фильм об авторе «Мәңгілік жол» («Вечный путь»). В школе села Жарбулак, откуда писатель родом, открылся кабинет «Казахской литературы имени Зейноллы Саник», в Университете Шакарима в Семее открылась лектория «Казахская литература за рубежом имени Зейноллы Саник». В селе Урджар присвоено имя улицы в честь Зейноллы Мүбаракулы Саник. В 2014 году Союз писателей Казахстана, в 2017 году совместно с Институтом литературы и искусства им. М. О. Ауэзова и Союзом писателей провели республиканскую научно-практическую конференцию под названием «Национальная литература и творчество Зейноллы Саник».
На сегодняшний день в 10 вузах 4 регионов по творчеству Зейноллы написано и защищено 12 магистерских, 8 дипломных работ.
Созданный в 2018 году фонд культуры им. Зейноллы Саник проводит мероприятия литературно — культурной, научной направленности, а также пропаганду, изучение произведений писателя. Фонд культуры имени писателя организовал республиканский айтыс акынов «Ел айбыны, жыр айдыны — Алаколь» в родном городе, фестиваль поэтов и исполнителей терме «Жыр-гибрат» в городе Уральск Западно-Казахстанской области. Также среди журналистов были организованы турниры по мини-футболу в Алматы и Астане, боулинг среди девушек, бильярд среди поэтов и писателей. Ежегодно в поддержку казахской прессы около 10 газет и журналов пишутся и спонсируются читателями. При поддержке фонда были изданы книги поэтов и писателей.